# Digitale subtractieangiografie

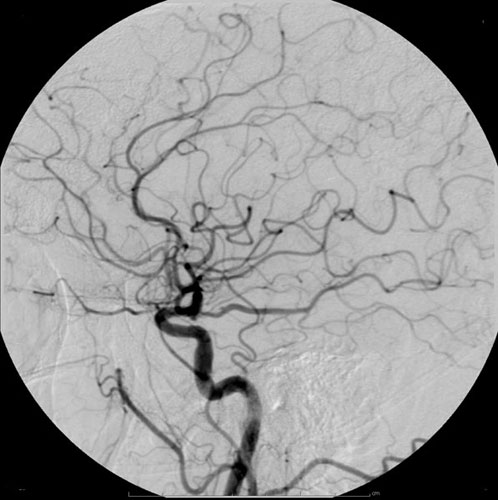
Cerebraal angiogram met afgebeeld onder andere de cirkel van Willis

Digitale subtractieangiografie of DSA is een angiografische techniek die wordt gebruikt in de interventieradiologie. Met deze techniek worden duidelijke afbeeldingen van bloedvaten gemaakt in een omgeving met veel botstructuren of andere weefsels met een hoge dichtheid. De gemaakte afbeelding wordt een angiogram genoemd. De afbeeldingen worden gemaakt door gebruik te maken van contrastmiddel, waar meestal jodium aan is toegevoegd. Eerst wordt voor toediening van dit middel een precontrast röntgenfoto gemaakt. Hierna wordt het contrastmiddel toegediend en opnieuw een foto gemaakt. Door vervolgens beide afbeeldingen van elkaar af te trekken, blijft alleen het verschil tussen beide afbeeldingen, namelijk de structuur van de bloedvaten met het contrastmiddel over.
DSA wordt gebruikt om bloedvaten af te beelden. Het is te gebruiken bij afsluitingen van slagaders en aders, zoals bij carotisstenose, longembolieën en acute ischemie van de ledematen. Het heeft ook een rol bij het afbeelden van cerebrale aneurysmata en arterioveneuze malformaties. DSA wordt in de medische wereld steeds minder toegepast. De techniek wordt door minder invasieve behandelmethode verdrongen als computertomografie-angiografie en magnetische resonantieangiografie. Deze technieken hebben bovendien als voordeel dat de gemaakte afbeeldingen in een driedimensionaal beeld kunnen worden omgezet.
- Deventer Ziekenhuis. DSA-onderzoek.